# サードパーソン・シューティングゲーム
サードパーソン・シューティングゲーム（英: Third-person shooter、 略称TPS）とは、シューティングゲームの一種で、操作するキャラクターを追う第三者視点でゲーム中の世界・空間を任意で移動でき、遠隔武器や魔法などを用いて戦うコンピュータゲームを指す。
日本で用いられる「サードパーソン・シューティングゲーム」とは和製英語であり、英語圏では「Third Person Shooter（サードパーソン・シューター）」と表現する。「三人称視点シューティングゲーム」と訳される。

## 概要
多くは、操作キャラクターの頭上後方からの見下ろし視点が基本となり、平時は操作キャラクターを画面中央に表示するカメラワークにしている。照準を目標物に合わせて射撃するという点では、ファーストパーソン・シューティングゲーム（以下、FPS）と変わらないが「操作キャラクターの正面の向きや移動方向」と「カメラの向きや角度」が連動していない（又は連動させない）仕様である場合が多い。ゲームによっては見下ろし型の視点から射撃時にカメラが操作キャラクターの斜め後ろに移動し、照準操作を行うゲームもある。
FPSに比べて操作キャラクターの全体的な動作や周辺の状況を把握しやすい反面、操作キャラクターとカメラの間にある障害物が視界を妨げる、或いは操作キャラクターが壁や岩を背にするとカメラ位置が予期せぬ位置に移動して状況を見失うという事もあり、狙撃シーンや入り組んだ場所での操作の際は一人称視点へ切り替えられることで対応させることもある。また、一人称視点と三人称視点の切り替えを状況に応じていつでも行えるゲームも存在する。
自分の操作キャラクターを見ることができるところから、回避行動や格闘攻撃などといった従来の3Dアクションゲームに近い動作ができるゲームも多い。また、フィールド中に多数ある遮蔽物に身を隠しながら撃つ動作（カバーショット）を取り入れているゲームもある。アバター要素に力を入れたゲームも多く、中には大きすぎて視界を塞ぐなどプレイに支障が出るほどのものも見受けられる。

## 主なTPS作品
- アンチャーテッドシリーズ
- グランド・セフト・オートシリーズ
- ウォッチドッグスシリーズ
- Alan Wakeシリーズ
- Sniper Eliteシリーズ
- ガントレット (ゲーム)
- Gears of Warシリーズ
- DEAD SPACEシリーズ
- Ghostbusters: The Videogame
- ゴーストリコンシリーズ
- サイバーハンター
- スプラトゥーンシリーズ
- スプリンターセルシリーズ
- SOCOMシリーズ
- 地球防衛軍シリーズ
- VANQUISH
- ディビジョンシリーズ
- バイオハザードシリーズ（『4』 - 『6』）
- 荒野行動
- PUBG
- ヒットマンシリーズ
- フォートナイト
- ブラッドレインシリーズ
- ボーダーブレイク
- マックスペインシリーズ
- マーセナリーズシリーズ
- メタルギアシリーズ
- ロスト プラネットシリーズ
- Warframe
- ミルクチョコオンラインFPS